# Вулиця Тиха (Тернопіль)
Вулиця Тиха — вулиця в мікрорайоні «Оболоня» міста Тернополя. 

## Відомості
Розпочинається від залізничної колії, пролягає на північний захід, перетинаючись з вулицею Василя Юрчака, до вулиці Оболоня, де і закінчується. На вулиці розташовані переважно приватні будинки. Пішохідним переходом через колію сполучена з вулицею Софії Стадникової.

## Транспорт
Рух вулицею — двосторонній, дорожнє покриття — асфальт. Громадський транспорт по вулиці не курсує, найближчі зупинки знаходяться на вулицях Оболоня та Митрополита Шептицького.